# Präsidentschaftswahl in Kasachstan 2015
Die Präsidentschaftswahl in Kasachstan fand am 26. April 2015 statt. Als Sieger der vorgezogenen Wahl, die laut OSZE internationale Standards nicht erfüllte, ging der bisherige Amtsinhaber Nasarbajew hervor, der rund 98 Prozent aller Stimmen gewann.

## Hintergrund
Die nächste planmäßige Präsidentschaftswahl in Kasachstan wäre ursprünglich für das Jahr 2016 vorgesehen gewesen, wurde jedoch um ein Jahr vorverlegt. Das Parlament hatte die Wahl vorgeschlagen, um damit „ein Zeichen von Stabilität in Zeiten einer weltweiten Wirtschaftskrise“ zu setzen. Die Wirtschaft des Landes war durch die Auswirkungen des Krieges in der Ukraine, den Verfall des Russischen Rubels und den niedrigen Rohölpreis deutlich unter Druck geraten und eine Neuwahl sollte für größtmögliche Zustimmung zum Kurs der Regierung sorgen.

## Kandidaten
Der Bewerbungszeitraum für die Wahl endete am 15. März 2015; zu diesem Zeitpunkt hatte die Wahlkommission 16 Bewerbungen um die Präsidentschaft erhalten. Vier der Bewerber wurde von der Wahlkommission die Wahlteilnahme verweigert, weil sie es versäumt hatten, alle notwendigen Unterlagen einzureichen. Weitere sechs Kandidaten wurden nicht zur Wahl zugelassen, weil sie nicht zum obligatorischen Sprachtest erschienen waren. Mels Jeleussisow, Schaksibai Basilbajew und Muchamedrachim Kursabajew zogen ihre Bewerbungen von selbst zurück.
Die Wahlkommission Kasachstans gab am 25. März 2015 die Kandidaten bekannt, die zur Wahl zugelassen wurden. Die drei Kandidaten, die an der Präsidentschaftswahl teilnehmen werden, sind der bisherige Amtsinhaber Nursultan Nasarbajew, der von seiner Partei Nur Otan nominiert worden war, sowie Turghyn Sysdyqow von der Kommunistischen Volkspartei und der unabhängige Kandidat Äbilghasy Qussajynow, die in Kasachstan weitgehend unbekannt sind.

## Ergebnisse
Wahlergebnis:
| Kandidat                        | Partei                                 | Stimmen   | Anteil   |
| ------------------------------- | -------------------------------------- | --------- | -------- |
| Nursultan Nasarbajew            | Nur Otan                               | 8.833.250 | 97,75 %  |
| Turghyn Sysdyqow                | Kommunistische Volkspartei Kasachstans | 145.756   | 1,61 %   |
| Äbilghasy Qussajynow            | unabhängig                             | 57.718    | 0,64 %   |
| Ungültige Stimmen               | Ungültige Stimmen                      | 54.196    |          |
| Gesamt (Wahlbeteiligung 95,2 %) | Gesamt (Wahlbeteiligung 95,2 %)        | 9.090.920 | 100,00 % |